# Ла-Селет
Ла-Селе́т (фр. La Celette) — коммуна во Франции, находится в регионе Центр. Департамент — Шер. Входит в состав кантона Сользе-ле-Потье. Округ коммуны — Сент-Аман-Монтрон.
Код INSEE коммуны — 18041.
Коммуна расположена приблизительно в 250 км к югу от Парижа, в 150 км южнее Орлеана, в 50 км к югу от Буржа.

## Население
Население коммуны на 2008 год составляло 196 человек.
| 1962 | 1968 | 1975 | 1982 | 1990 | 1999 | 2008 |
| ---- | ---- | ---- | ---- | ---- | ---- | ---- |
| 272  | 305  | 221  | 200  | 180  | 181  | 196  |

## Экономика
Основу экономики составляет сельское хозяйство.
В 2007 году среди 129 человек в трудоспособном возрасте (15-64 лет) 92 были экономически активными, 37 — неактивными (показатель активности — 71,3 %, в 1999 году было 63,0 %). Из 92 активных работали 85 человек (46 мужчин и 39 женщин), безработных было 7 (1 мужчина и 6 женщин). Среди 37 неактивных 9 человек были учениками или студентами, 20 — пенсионерами, 8 были неактивными по другим причинам.

## Достопримечательности
- Церковь Свв. Петра и Павла (XIX век)
  - Скульптурная группа «Св. Матюрин» (XV век). Исторический памятник с 1956 года[3]